# Валлиш, Отте
Отте Валлиш (ивр. אוטה וליש‎; 25 апреля 1906, Зноймо — 15 мая 1977, Израиль) — графический дизайнер, иммигрировавший в Палестину из Чехии, внёсший вклад в символическое самопредставление еврейского государства.

## Биография
Отте Валлиш родился в городе Зноймо (сегодня в Чехии). Обучался в Венской художественной академии, и после службы в чешской армии, открыл офис графического дизайна и рекламы в Праге.  Работал с Еврейским национальным фондом и с Объединенным израильским призывом. В 1934 году после женитьбы эмигрировал на корабле в Палестину. В 1935 году к нему присоединилась жена, брат же пережил Холокост и после войны остался жить  в Чешской Республике. У пары было двое детей, и они поселились в доме Герцлии с мебелью Баухауза. Его имя часто неверно пишется как Отто.
В 1930-х и 1940-х годах Валлиш работал над художественным оформлением, статистическими графиками и другими аспектами дизайна для книг. В 1929 году была опубликована его собственная книга «ABC: Ein Bilderbuch».
В 1936 году Валлиш основал дизайн-студию в здании на улице Нахалат Биньямин в Тель-Авив, которое было выбрано в качестве национальной достопримечательности. Его дизайнерская студия стала своеобразным фасадом для ШАИ, секретной службы Хаганы.